# Färöische Fußballmeisterschaft 1989
Die Färöische Fußballmeisterschaft 1989 wurde in der 1. Deild genannten ersten färöischen Liga ausgetragen und war insgesamt die 47. Saison. Sie startete am 30. April 1989 und endete am 24. September 1989.
Aufsteiger B71 Sandur war der 17. Teilnehmer der höchsten Spielklasse nach Einführung des Ligaspielbetriebs 1947, SÍF Sandavágur kehrte nach 41 Jahren in diese zurück. Meister wurde B71 Sandur, die den Titel somit zum ersten Mal und auch als erster Aufsteiger erringen konnten. B71 blieb über die gesamte Spielzeit ungeschlagen. Dies schafften nach Einführung der 1. Deild bisher nur HB Tórshavn 1978 sowie ÍF Fuglafjørður 1979. Titelverteidiger HB Tórshavn landete auf dem zweiten Platz. Absteigen mussten hingegen ÍF Fuglafjørður nach zwei Jahren und LÍF Leirvík nach acht Jahren Erstklassigkeit.
Im Vergleich zur Vorsaison verbesserte sich die Torquote auf 3,03 pro Spiel. Den höchsten Sieg erzielte HB Tórshavn beim 7:1-Auswärtssieg gegen KÍ Klaksvík am sechsten Spieltag, was zugleich das torreichste Spiel darstellte. Dies erreichten zudem B36 Tórshavn und HB Tórshavn mit einem 5:3 am achten Spieltag sowie B71 Sandur und HB Tórshavn mit einem 6:2 am letzten Spieltag.

## Modus
In der 1. Deild spielte jede Mannschaft an 18 Spieltagen jeweils zwei Mal gegen jede andere. Die punktbeste Mannschaft zu Saisonende stand als Meister dieser Liga fest, die letzten beiden Mannschaften stiegen in die 2. Deild ab.

## Saisonverlauf

### Meisterschaftsentscheidung
Vom ersten Spieltag an stand zunächst HB Tórshavn an der Spitze der Tabelle, welche fünf Siege aus den ersten sechs Spielen bei einem Unentschieden erzielten. Nach einer 0:4-Heimniederlage im Spiel gegen VB Vágur kam es am achten Spieltag zum direkten Duell mit dem punktgleichen Verfolger B71 Sandur, welches der Zweitplatzierte mit 5:3 für sich entscheiden konnte und somit die Tabellenführung übernahm. Bis zu diesem Zeitpunkt hatte B71 noch kein Spiel verloren, dies sollte sich auch bis zum Saisonende nicht ändern. Am 16. Spieltag war die Meisterschaft schließlich entschieden, als B71 ihr Heimspiel mit 4:1 gegen SÍF Sandavágur gewann und HB nicht über ein 1:1 bei VB Vágur hinauskam.

### Abstiegskampf
LÍF Leirvík befand sich die komplette Saison im unteren Drittel der Tabelle, ab dem fünften Spieltag wurde durchgängig der letzte Platz belegt, da der Mannschaft im Laufe der Saison nur drei Unentschieden gelangen, eins davon am zweiten Spieltag gegen ÍF Fuglafjørður, die ihrerseits ab dem achten Spieltag durchgängig den vorletzten Platz belegten. Am fünften Spieltag gelang ihnen mit einem 1:0 im Heimspiel gegen KÍ Klaksvík der erste Sieg, was kurzfristig zum Verlassen der Abstiegsplätze führte, wobei die Position bis einschließlich des siebten Spieltages, an dem mit einem 2:1 gegen B36 Tórshavn der zweite und letzte Sieg gelang, gehalten werden konnte. Am 15. Spieltag stand der Abstieg von LÍF trotz eines 0:0-Unentschiedens bei B68 Toftir fest, da der Rückstand von nun sieben Punkten in den verbliebenen drei Partien nicht mehr aufgeholt werden konnte. Am 17. Spieltag wurde der zweite Absteiger durch die 1:3-Heimniederlage von ÍF gegen B71 Sandur und dem gleichzeitigen 2:1-Sieg des direkten Konkurrenten GÍ Gøta im Auswärtsspiel gegen SÍF Sandavágur entschieden.

## Abschlusstabelle
| Pl. | Verein             | Sp. | S  | U | N  | Tore    | Diff. | Punkte |
| --- | ------------------ | --- | -- | - | -- | ------- | ----- | ------ |
| 1.  | B71 Sandur (N)     | 18  | 13 | 5 | 0  | 037:130 | +24   | 31:50  |
| 2.  | HB Tórshavn (M, P) | 18  | 8  | 6 | 4  | 043:300 | +13   | 22:14  |
| 3.  | B68 Toftir         | 18  | 7  | 8 | 3  | 025:200 | +5    | 22:14  |
| 4.  | VB Vágur           | 18  | 8  | 5 | 5  | 033:210 | +12   | 21:15  |
| 5.  | KÍ Klaksvík        | 18  | 8  | 5 | 5  | 036:320 | +4    | 21:15  |
| 6.  | B36 Tórshavn       | 18  | 8  | 3 | 7  | 027:260 | +1    | 19:17  |
| 7.  | GÍ Gøta            | 18  | 7  | 2 | 9  | 028:330 | −5    | 16:20  |
| 8.  | SÍF Sandavágur (N) | 18  | 5  | 5 | 8  | 024:300 | −6    | 15:21  |
| 9.  | ÍF Fuglafjørður    | 18  | 2  | 6 | 10 | 011:300 | −19   | 10:26  |
| 10. | LÍF Leirvík        | 18  | 0  | 3 | 15 | 009:380 | −29   | 03:33  |

Platzierungskriterien: 1. Punkte – 2. Tordifferenz – 3. geschossene Tore

| (M) | Meister des Vorjahrs           |
| (P) | Pokalsieger des Vorjahrs       |
| (N) | Neuaufsteiger aus der 2. Deild |

## Spiele und Ergebnisse
|                 | B36 | B68 | B71 | GÍ  | HB  | ÍF  | KÍ  | LÍF | SÍF | VB  |
| --------------- | --- | --- | --- | --- | --- | --- | --- | --- | --- | --- |
| B36 Tórshavn    |     | 2:2 | 0:2 | 2:1 | 5:3 | 0:0 | 1:4 | 3:1 | 4:0 | 2:1 |
| B68 Toftir      | 2:0 |     | 1:3 | 1:0 | 3:1 | 2:0 | 1:1 | 0:0 | 2:1 | 1:2 |
| B71 Sandur      | 0:0 | 1:1 |     | 3:2 | 6:2 | 1:0 | 2:1 | 2:0 | 4:1 | 0:0 |
| GÍ Gøta         | 0:1 | 1:3 | 1:2 |     | 0:5 | 3:0 | 3:3 | 1:0 | 3:1 | 1:3 |
| HB Tórshavn     | 1:0 | 2:2 | 0:0 | 2:2 |     | 4:0 | 2:2 | 4:1 | 1:0 | 0:4 |
| ÍF Fuglafjørður | 2:1 | 0:0 | 1:3 | 0:2 | 1:4 |     | 1:0 | 0:0 | 0:0 | 1:1 |
| KÍ Klaksvík     | 0:1 | 2:2 | 0:3 | 5:2 | 1:7 | 2:0 |     | 4:1 | 1:0 | 2:0 |
| LÍF Leirvík     | 0:2 | 0:2 | 0:1 | 1:3 | 0:2 | 1:1 | 1:2 |     | 1:3 | 0:3 |
| SÍF Sandavágur  | 3:1 | 0:0 | 2:2 | 1:2 | 2:2 | 2:1 | 2:3 | 4:2 |     | 1:0 |
| VB Vágur        | 4:2 | 4:0 | 1:2 | 0:1 | 1:1 | 4:3 | 3:3 | 1:0 | 1:1 |     |

## Torschützenliste
Bei gleicher Anzahl von Treffern sind die Spieler nach dem Nachnamen alphabetisch geordnet.
| Platz | Spieler             | Mannschaft     | Tore |
| ----- | ------------------- | -------------- | ---- |
| 1     | Egill Steinþórsson  | VB Vágur       | 16   |
| 2     | Karl Marius Poulsen | KÍ Klaksvík    | 11   |
| 3     | Torkil Nielsen      | SÍF Sandavágur | 10   |
| 4     | Gunnar Mohr         | HB Tórshavn    | 09   |
| 5     | Rói Árting          | HB Tórshavn    | 08   |
| 5     | Bergur Magnussen    | B36 Tórshavn   | 08   |
| 7     | Uni Arge            | HB Tórshavn    | 07   |
| 7     | Jonhard Joensen     | SÍF Sandavágur | 07   |
| 9     | Per Dalheim         | GÍ Gøta        | 06   |
| 9     | Olgar Danielsen     | KÍ Klaksvík    | 06   |
| 9     | Poul Enok Hansen    | GÍ Gøta        | 06   |
| 9     | Eli Hentze          | B71 Sandur     | 06   |
| 9     | Pauli Jarnskor      | GÍ Gøta        | 06   |
| 9     | Torbjørn Jensen     | B71 Sandur     | 06   |
| 9     | Oddbjørn Joensen    | HB Tórshavn    | 06   |
| 9     | Kurt Mørkøre        | KÍ Klaksvík    | 06   |
| 9     | Jan Allan Müller    | VB Vágur       | 06   |
| 9     | Jógvan Martin Olsen | B68 Toftir     | 06   |
| 9     | Páll á Reynatúgvu   | B71 Sandur     | 06   |

Egill Steinþórsson gewann nach 1986 als zweiter Ausländer den Titel des Torschützenkönigs.

## Trainer
| Mannschaft      | Trainer             | Spieltage |
| --------------- | ------------------- | --------- |
| B36 Tórshavn    | Jógvan Norðbúð      | 01–18     |
| B68 Toftir      | John Kramer         | 01–10     |
| B71 Sandur      | Jan Kaczynski       | 01–18     |
| GÍ Gøta         | Ole Skoubo          | 01–18     |
| HB Tórshavn     | Jóhan Nielsen       | 01–18     |
| ÍF Fuglafjørður | Abraham Hansen      | 01–18     |
| ÍF Fuglafjørður | Páll Guðlaugsson    | 01–18     |
| KÍ Klaksvík     | Manni Høgnesen      | 01–07     |
| KÍ Klaksvík     | John Sigurð Joensen | 08–10     |
| KÍ Klaksvík     | Petur Simonsen      | 11–18     |
| LÍF Leirvík     | Børge Andersen      | 01–18     |
| SÍF Sandavágur  | Páll Fróði Joensen  | 01–18     |
| VB Vágur        | Palle Larsen        | 01–18     |

KÍ Klaksvík wechselte als einzige Mannschaft ihren Trainer aus, dies jedoch insgesamt zwei Mal. In Bezug auf die Tabellenplatzierung bewirkte dies eine Verbesserung vom siebten auf den fünften Platz.

## Spielstätten
In Klammern sind bei mehreren aufgeführten Stadien die Anzahl der dort ausgetragenen Spiele angegeben.
| Mannschaft      | Stadion           | Spielort     |
| --------------- | ----------------- | ------------ |
| B36 Tórshavn    | Gundadalur        | Tórshavn     |
| B68 Toftir      | Svangaskarð (8)   | Toftir       |
| B68 Toftir      | Sarpugerði (1) 1  | Norðragøta   |
| B71 Sandur      | Inni í Dal        | Sandur       |
| GÍ Gøta         | Sarpugerði        | Norðragøta   |
| HB Tórshavn     | Gundadalur        | Tórshavn     |
| ÍF Fuglafjørður | Í Fløtugerði      | Fuglafjørður |
| KÍ Klaksvík     | Við Djúpumýrar    | Klaksvík     |
| LÍF Leirvík     | Í Fløtugerði (3)  | Fuglafjørður |
| LÍF Leirvík     | Uppi á Brekku (6) | Leirvík      |
| SÍF Sandavágur  | Valloyran         | Sandavágur   |
| VB Vágur        | Á Eiðinum         | Vágur        |

## Die Meistermannschaft
In Klammern sind die Anzahl der Einsätze sowie die dabei erzielten Tore genannt.
| 1. | B71 Sandur |
|    | Jóan Petur Clementsen (18/5) \| Róin Clementsen (18/2) \| Sofus Clementsen (16/0) \| Eli Hentze (17/6) \| Torbjørn Jensen (18/6) \| Jákup Joensen (9/1) \| Niclas Joensen (17/1) \| Steingrím Johannesen (6/0) \| Piotr Krakowski (17/5) \| Bjarki Mohr (12/1) \| Ib Mohr Olsen (17/4) \| Páll Ivan Petersen (8/0) \| Páll á Reynatúgvu (18/6) \| Rúni í Soylu (2/0) \| Marner Tausen (1/0) \| Karl Vidtfeldt (1/0) \| Wieslaw Zakrzewski (17/0) ohne Einsatz: Eyðfinn Clementsen \| Frankie Jensen \| Jógvan Jón Petersen - Trainer: Jan Kaczynski |

## Nationaler Pokal
Im Landespokal gewann HB Tórshavn mit 2:0 im Wiederholungsspiel gegen den Meister B71 Sandur.